# Matilde di Sassonia (942-1008)
Matilde o Matilda o Mathilde (942 – Gent, 25 maggio 1008) fu, in quanto moglie di Baldovino III di Fiandra, contessa consorte delle Fiandre e d'Artois dal 960 al 962 e, in quanto moglie di Goffredo I di Verdun, contessa consorte di Verdun e di Bigdau dal 963 e poi anche di Hainaut dal 974 al 998.

## Origine
Secondo l'Annalista Saxo, Matilde era la figlia femmina primogenita di Ermanno Billung, duca di Sassonia, e di Ildegarda di Westerburg.
Secondo la Chronica Principum Saxoniæ Amplicata, Genealogia Ducum Saxonie, Ermanno Billung era figlio del capostipite dei Billunghi, Billung di Stubenskorn e della moglie di cui non si conoscono né il nome né gli ascendenti.

## Biografia
Verso il 960, suo padre la diede in sposa al conte di Fiandra e d' Artois (governava le due contee, assieme a suo padre Arnolfo I), ed Abate laico di San Bertino, Baldovino III. Questo avvenimento ci viene riportato da Analista Saxo, dal Cartulaire de l'abbaye de Saint-Bertin, dal Folcwini Gesta Abbatum S. Bertini Sithiensium («... Baldwinus, juventutis flore honestissimus, cum coniuge nuperrime desponsata nomine Mathilda, Saxonici generis, ...»), ed infine dal Genealogiae Comitum Flandriae, in cui il suocero, Arnolfo, si augura che possa avere molti figli.
Il 1º gennaio 962, Matilde rimase vedova per la morte del marito, Baldovino, che morì prematuramente, come riportato dagli Annales Egmundani.
L'anno successivo Matilde si risposò con il conte di Verdun, di Bidgau e di Methingau. Goffredo I, che ome ci viene confermato dal documento n° 212 del Mittelrheinisches Urkundenbuch, I, era figlio del Conte di Bidgau e Methingau, Gozlin, e di Uda, figlia del conte Gerardo, nipote di Adalardo il Siniscalco, e della moglie (di cui era il secondo marito), Oda di Sassonia..
Il matrimonio, ricordando che Matilde era vedova di Baldovino, viene riportato da diverse fonti, tra cui il Sigeberti Auctarium Affligemense e due volte dall'Annalista Saxo ed anche dalla Chronica Albrici Monachi Trium Fontium, dove Goffredo è citato come Goffredo delle Ardenne.
Secondo le Gesta Episcoporum Cameracensium, nel 973, suo marito, Goffredo, assieme ad Arnaldo succedettero come conti di Hainaut rispettivamente a Rinaldo, che governava la contea di Mons e ad Guarnieri, che governava la contea di Valenciennes, perché, in quello stesso anno, secondo la Sigeberti Chronica Rinaldo assieme al fratello, Guarnieri, furono uccisi da Reginardo e Lamberto, i figli di un precedente conte di Hainaut, Reginardo III; Reginardo si impadronì delle contee e solo nel 974, Goffredo si impose nella contea di Mons; infatti in quell'anno Goffredo e Matilde, nel documento n° 86 del Cartulaire de la ville de Gand, Chartes et documents T. I, Liber traditionum sancti Petri Blandiniensis, datato 21 gennaio 974, ringraziano per essere entrati in possesso della contea.
Il documento n° 51 delle Chartes et documents de l´abbaye de Saint Pierre au Mont Blandin à Gand, datato 21 gennaio 979, ci documenta una donazione fatta da Matilde col marito, Goffredo I di Verdun.
Secondo il Richeri Historiarum III, nel 985, il re dei Franchi occidentali, Lotario IV, attaccò la Lotaringia e si impadronì della città di Verdun, e suo marito, Goffredo , che l'aveva difesa valorosamente, venne fatto prigioniero.
Infine secondo la Chronica Albrici Monachi Trium Fontium, Reginardo tolse la contea di Mons a suo marito Goffredo, divenendo così Reginardo IV di Mons.
Secondo gli Annales Blandinienses, Matilde morì nel 1008, a Gand, lo stesso anno in cui vi fu un'eclissi di sole; secondo i Necrologi della chiesa di san Lamberto di Liegi, morì il 25 maggio e fu tumulata nel monastero di San Pietro di Gand, dove erano già tumulati i suoi due mariti.
Col documento n° 492 dei Heinrici II Diplomata, l'imperatore, Enrico II, conferma una donazione fatta dal figlio, Federico, anche per le anime dei propri genitori, Goffredo e Matilde.

## Figli
Matilde, come è descritto nella Genealogiae Comitum Flandriae, De Arnulfo Comite («Qui Balduinus ex Mathilde filium genuit Arnolfum minorem, et immatura morte praeventus morbo variolorum periit»), a Baldovino III diede un figlio:
- Arnolfo[26] (961/2-30 marzo 987), conte di Fiandra e d' Artois ed Abate laico di San Bertino,

Matilde a Goffredo I diede otto (oppure undici) figli:
- Adalberone II di Verdun[28] (ca. 964 -18 aprile 988), vescovo di Verdun,
- Federico[28] ( -6 gennaio 1022), che dopo essere divenuto conte di Verdun si fece monaco e si recò in pellegrinaggio a Gerusalemme[28]. Fu anche conte di Castres[24],
- Ermanno[28] ( -28 maggio 1029), fu conte di Eename[24],
- Goffredo[28] ( -26 settembre 1023, duca della Bassa Lotaringia
- Gozzelone[28] (968/73-19 aprile 1044), duca della Bassa e della Alta Lotaringia
- Adele, che sposò il conte di Aspelt und Heimbach, Godizio[29]
- Ermengarda (-1042), che sposò il conte di Wetterau e Engersgau, Otto von Hammerstein
- Ermetrude (-7 marzo 1010 circa), che sposò il Signore di Florennes, Arnaud
- Reginilda (-1 febbraio 1050), che sposò Arnoldo, II conte di Wels e Lambach,
- Gerberga, che sposò Folmar IV, conte di Metz e di Bliesgau
- Un figlio maschio, di cui non si conosce il nome.

### Fonti primarie
- (LA)  Monumenta Germaniae Historica, Scriptores, tomus VI.
- (LA)  Monumenta Germaniae Historica, Scriptores, tomus primus.
- (LA)  Monumenta Germaniae Historica, Diplomatum Regum et Imperatorum Germaniae, tomus III.
- (LA)  Monumenta Germaniae Historica, Scriptores,tom. XI.
- (LA)  Monumenta Germaniae Historica, Scriptores, tomus IX.
- (LA)  Monumenta Germaniae Historica, Scriptores, tomus IV.
- (LA)  Monumenta Germaniae Historica, Scriptores, tomus XXIII.
- (LA)  Monumenta Germaniae Historica, Scriptores, tomus XXX.1.
- (LA)  Cartulaire de l'abbaye de Saint-Bertin.
- (LA)  Monumenta Germaniae Historica, Scriptores, tomus V.
- (LA)  Monumenta Germaniae Historica, Scriptores, tomus XIII.
- (LA)  Monumenta Germaniae Historica, Scriptores, tomus XVI.
- (LA)  Monumenta Germaniae Historica, Scriptores, tomus XXV.
- (LA)  Mittelrheinisches Urkundenbuch, I.
- (LA)  Cartulaire de la ville de Gand, Chartes et documents T. I.
- (LA)  Bibliotheca rerum germanicarum V.
- (LA)  Chartes et documents de l´abbaye de Saint Pierre au Mont Blandin à Gand.

### Letteratura storiografica
- Louis Halphen, Francia: gli ultimi Carolingi e l'ascesa di Ugo Capeto (888-987), in «Storia del mondo medievale», vol. II, 1999, pp. 636–661
- Austin Lane Poole, Ottone II e Ottone III, in «Storia del mondo medievale», vol. IV, 1999, pp. 112–125